# 津具村
津具村（つぐむら）は、かつて愛知県北設楽郡に属していた村。愛知県北東部に位置していた。2005年（平成17年）10月1日に北設楽郡（旧）設楽町と合併し、（新）設楽町の一部となった。合併後の旧津具村域には津具という大字が設定されている。

## 行政

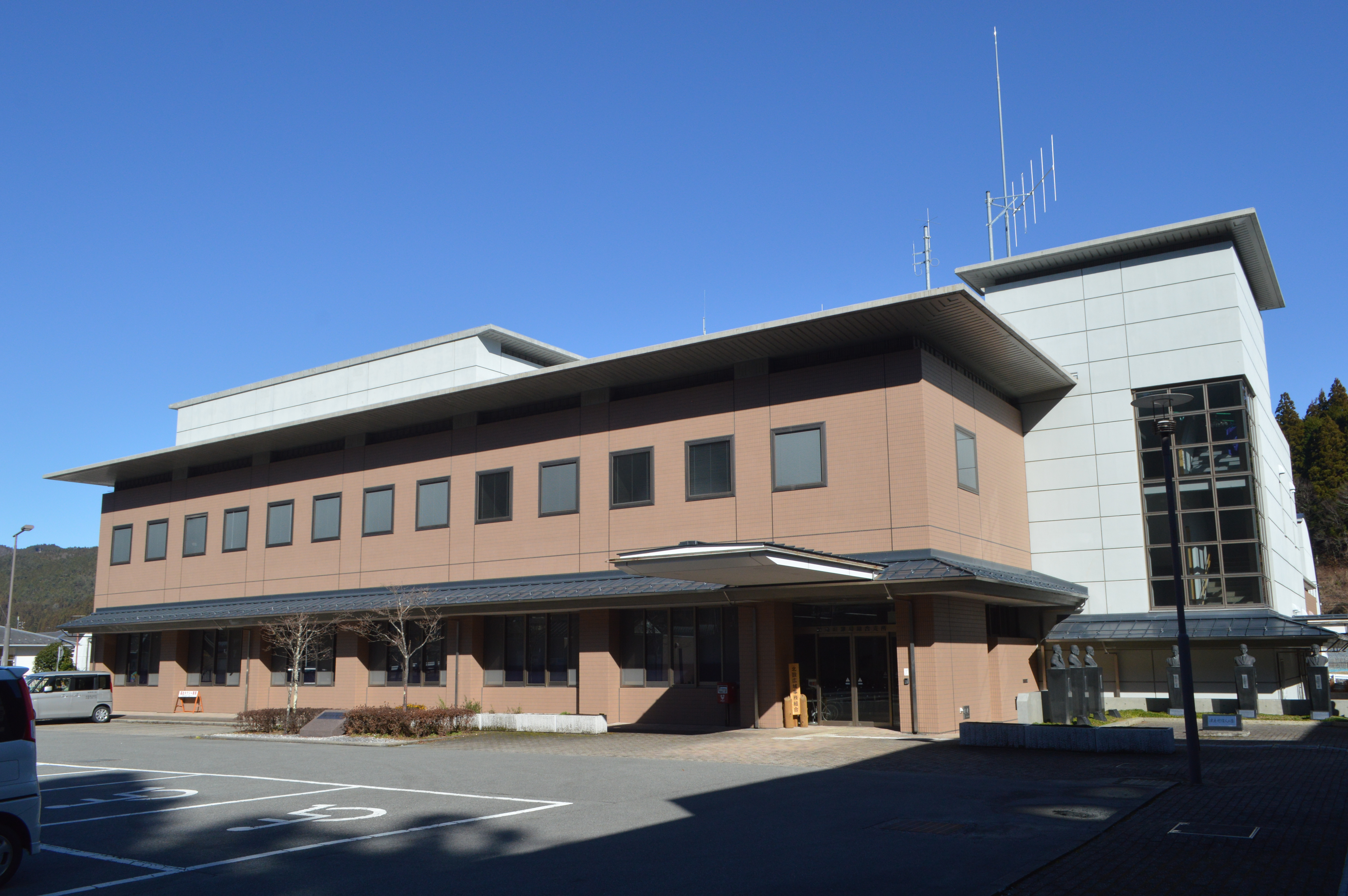
津具村役場
（現：設楽町役場津具総合支所）

## 地理

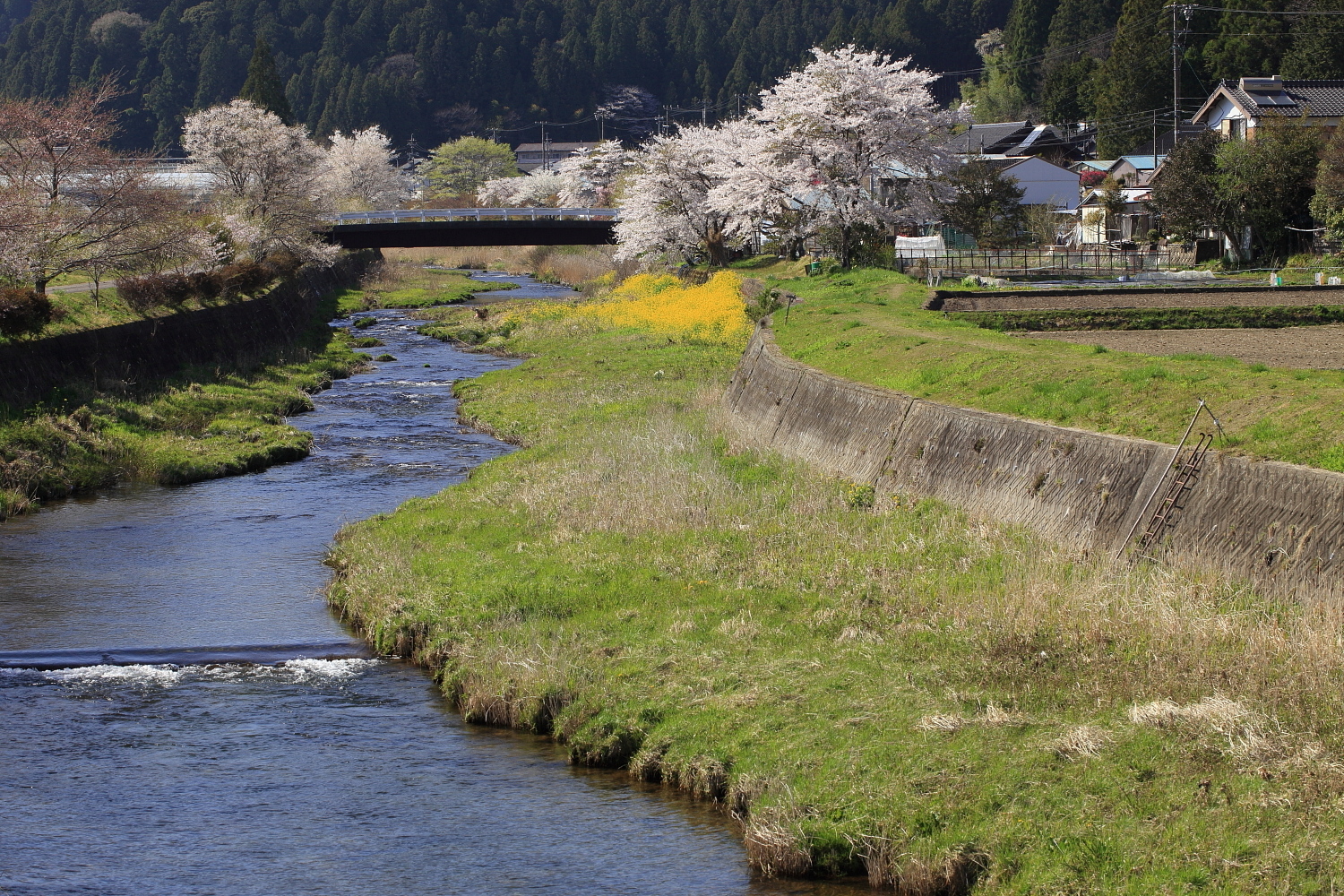
津具川

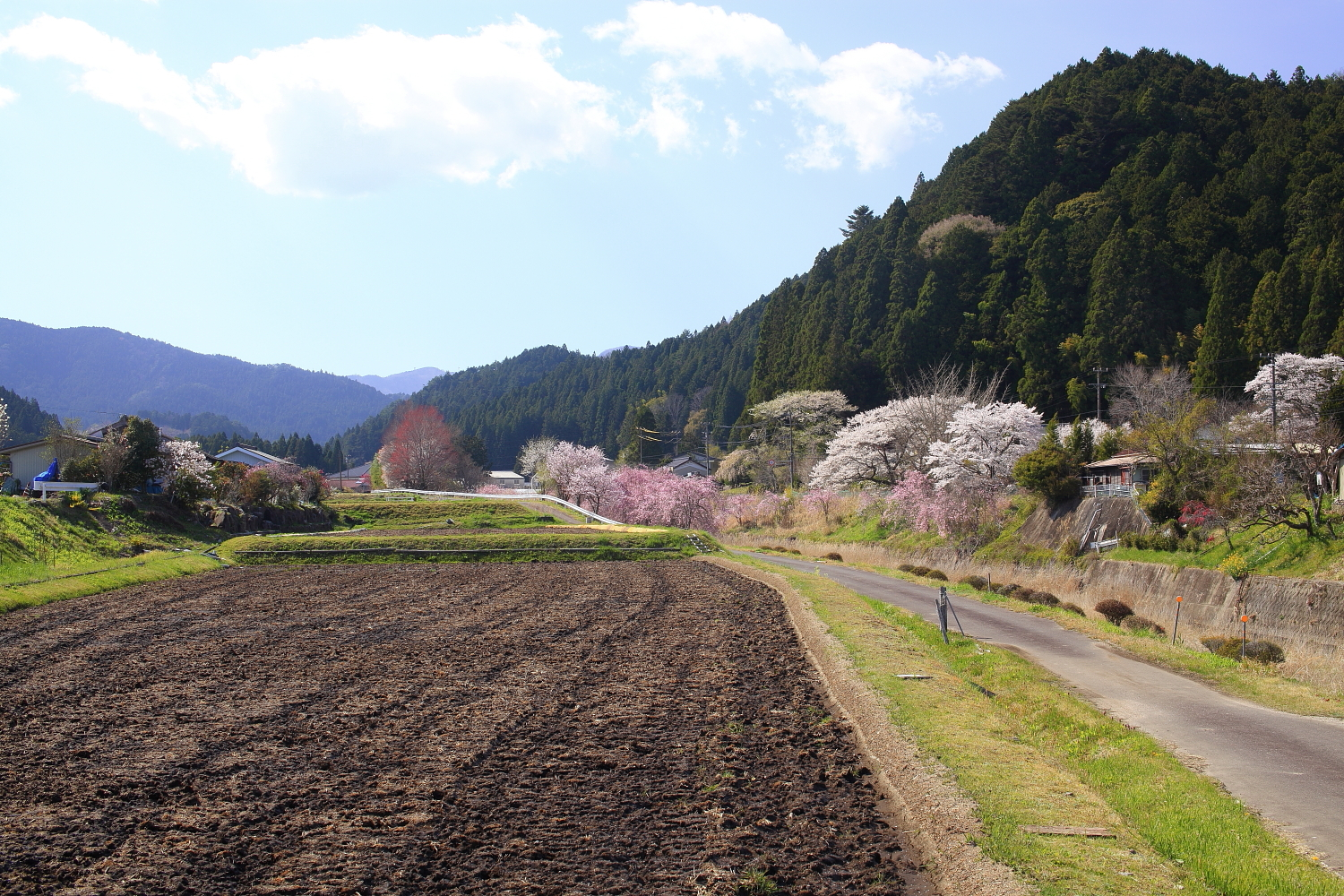
下津具の風景

周囲を標高1,000m級の山々に囲まれており、盆地の形状を持つ高原となっている。村域の約9割が森林である。冷涼な気候や大きな寒暖差を生かして、津具村では1971年（昭和46年）に津具高原トマトの産地化が開始された。現在では愛知県唯一の夏秋トマトの産地である。
- 津具川
- 碁盤石山 - 標高1190m
- 丸山 - 標高1161m

## 歴史
戦国時代には武田信玄によって津具金山が開発されたことで、信玄坑と呼ばれる場所が残る。
津具村は初代と2代目がある。ここでは両者について記述する。
- 1889年（明治22年）10月1日、上津具村と下津具村が合併して津具村（初代）が成立[1]。
- 1890年（明治23年）、上津具村と下津具村に分立[1]。
- 1956年（昭和31年）9月30日、上津具村と下津具村が合併して津具村（2代目）が成立[1]。大字は設定せず。
- 2005年（平成17年）10月1日、津具村が（旧）設楽町と合併して、（新）設楽町が発足。旧村域で大字津具を設定する。

## 交通
鉄道は村域を通っていない。

### 路線バス
- 豊橋鉄道バス：新城病院前（新城市） - 本長篠駅前（新城市） - 田口（設楽町） - 下津具

### 道路
国道は村域を通っていない。
- 愛知県道・長野県道10号設楽根羽線
- 愛知県道80号東栄稲武線
- 伊那街道
- 茶臼山高原道路

## 教育

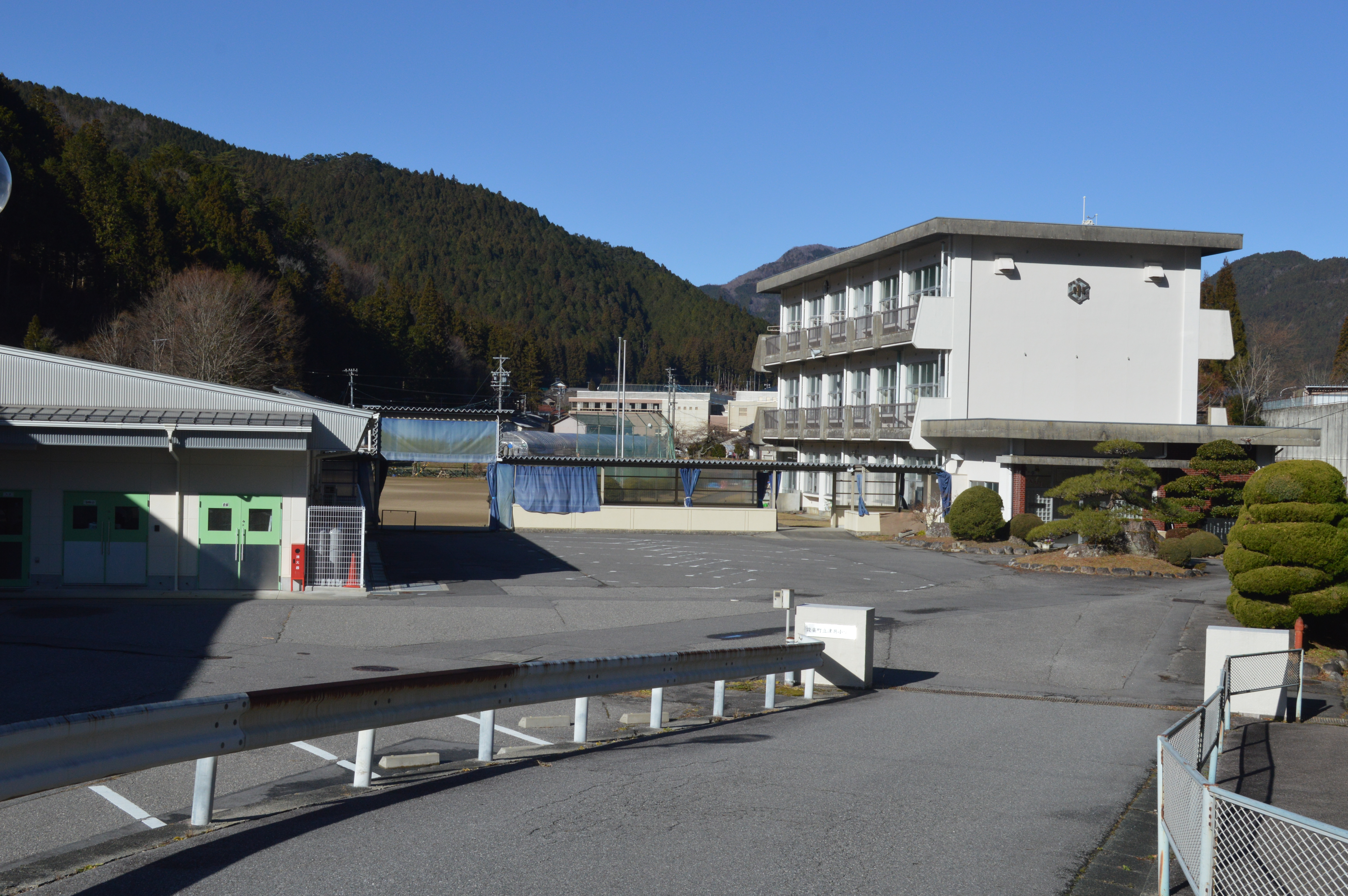
津具村立津具小学校（現：設楽町立津具小学校）

### 小学校
- 津具村立津具小学校[4]
  - 現：設楽町立津具小学校

### 中学校
- 津具村立津具中学校[4]
  - 設楽町との合併により設楽町立津具中学校になった後、2024年（令和6年）3月31日廃校

### 高等学校
- 愛知県立田口高等学校津具分校
  - 1965年廃校

## 電気
津具村では、電気は中部電力株式会社が供給していた。
津具村に電気の供給が開始されたのは、上津具村・下津具村が合併して津具村が発足するよりも前の、大正時代のことである。北に隣接する根羽村の根羽水力電気という電力会社が、県境を越えた上津具村・下津具村にも1922年（大正11年）10月より供給を開始した。同社は鉄道電気証券と改称した後、伊那地方の中核電力会社伊那電気鉄道に事業を譲渡する。戦時下の配電統制により伊那電気鉄道は1942年（昭和17年）に中部配電へと統合、この地域は同社の供給区域へと編入された。戦後の電気事業再編で1951年（昭和26年）に中部電力が発足すると同社の供給区域に組み入れられ、現在に至っている。

## 名所・旧跡・観光スポット
- 津具八幡宮
- 金龍寺
- 本常寺
- 白鳥神社
- 津具金山跡
- つぐグリーンプラザ

## 出身有名人
- 佐々木味津三 - 作家。代表作は『旗本退屈男』や『右門捕物帳』[8]